# 68e et 69e régiment d'artillerie à pied
Pour les articles homonymes, voir 68e régiment et 69e régiment.
Ne doit pas être confondu avec 68e régiment d'artillerie d'Afrique ou 69e régiment d'artillerie d'Afrique.
Les 68e régiment d'artillerie à pied puis 68e régiment d'artillerie) et 69e régiment d'artillerie à pied puis 69e régiment d'artillerie sont deux unités militaires de l'Armée de terre française.
Les installations de voies de 60 aménagées à Toul, Verdun, Épinal et Belfort sont exploitées à l'origine, par un personnel de mécaniciens et de chauffeurs appartenant aux compagnie d'ouvriers d'artillerie des régiments d’artillerie à pied (RAP), batteries chargées de la construction et de l'exploitation des voies de 60.
Les sections d'exploitation de Voie étroite sont d'abord rattachées à des régiments d'artillerie à pied (RAP) puis au 68e régiment d'artillerie à partir de 1917, le 68e RA absorbe le 69e RA dissous. Après la Première Guerre mondiale, l'artillerie n'a plus besoin de son régiment, et le génie le récupère.

## Création et différentes dénominations
- 10 juillet 1917 : création du 68e et 69e régiment d'artillerie à pied[1],[note 1].
- 1er avril 1919 : le 68e RA absorbe le 69e RA dissous[1].
- 1er avril 1922 : modification nominale du 68e R.A., création du 68e régiment du génie[2].

## Chefs de corps
- 1922 : Colonel Carlot
- 1939 : Lieutenant-colonel Gentil

## Historique
Avant la première guerre mondiale, la France ne compte que 4 compagnies d’ouvriers comportant du personnel spécialisé, constituées au sein des 4 régiments d’artillerie à pied attachés aux places fortes de Verdun (5e RAP), Toul (6e RAP), Épinal (8e RAP) et Belfort (9e RAP) avec la 10e batterie territoriale du 12e régiment d’artillerie de campagne de Vincennes qui est chargée des voies de 60 du camp retranché de Paris .

### Première Guerre mondiale
- Les voies ferrées des réseaux de l'artillerie au front (voie étroite) étaient construites par des batteries de régiment d'artillerie à pied (RAP), jusqu'en 1917, date à laquelle 38 batteries sont regroupées au sein du 69e RA[1].

- Au front, les locomotives étaient exploitées par des personnels dépendant de l'artillerie. Celles de voie étroite par des sections d'exploitation d'abord rattachées à des régiments d'Artillerie à pied (RAP) puis au 68e régiment d'artillerie, composé de 57 batteries, à partir de 1917[1].

- Le 68e RA absorbe le 69e RA dissous.

### Entre-deux guerres
En 1919, le 68e RA stationne à Metz et son dépôt est à Épinal. De 1919 à 1921, le 68e RA, unique régiment de voies de 60 procède à la dépose des voies de 0,60 mètre construites pendant la guerre et qui ne présentent plus d'intérêt. Une partie du matériel ainsi récupéré est expédiée aux armées du Levant et du Rhin, cette dernière étant une armée d'occupation de  la  Rhénanie consécutivement au  traité de Versailles.
Le 5 décembre 1921, une décision ministérielle prescrit que le 68e RA sera dissous le 1er avril 1922 et reconstitué  le même jour sous la dénomination de 68e RG. Deux mois plus tard, la dépêche ministérielle du 22 juillet 1919 rattachant le service de la voie de 0,60 à la Direction de l'artillerie est annulée par une décision ministérielle datée du 3 février 1922 qui rattache ce service à la Direction du génie.
Le 1er avril 1922, le colonel Carlot commandant le 68e RA transmet ses pouvoirs au colonel Bachellery, présent au corps depuis quelques mois.
- Le 1er avril, création du 68e régiment du génie, par modification nominale du 68e RA dissous le 10 avril 1923 pour laisser place au  15e régiment du génie.

## Étendard et traditions
Ils portent les inscriptions :
- Champagne 1915
- Somme 1916-1918

- Ces inscriptions qui rappellent les souffrances, l'abnégation et le courage des canonniers de la Grande Guerre perpétuent l'unité du régiment de voie de 60, à travers les changements d'armes qui l'ont fait passer de l'artillerie à pied à l'artillerie, puis au génie
- Le 15e régiment du génie, régiment de voie de 60 avait la garde de deux fanions de traditions des Compagnie d'ouvriers d'artillerie, batteries des régiments d'artillerie à pied, chargées de la construction et l'exploitation des voies de 60, les  68e et 69e régiment d'artillerie.
- Par ce lien de haute valeur que constitue l'étendard glorieux devenu drapeau, se trouve assurée la continuité entre les canonniers des 68e et 69e régiments d'artillerie à pied puis d'artillerie, les sapeurs des chemins de fer des 68e régiment du génie, les sapeurs de chemins de fer du 15e régiment du génie et les sapeurs de l'air du 15e régiment du génie de l'air

## Galerie

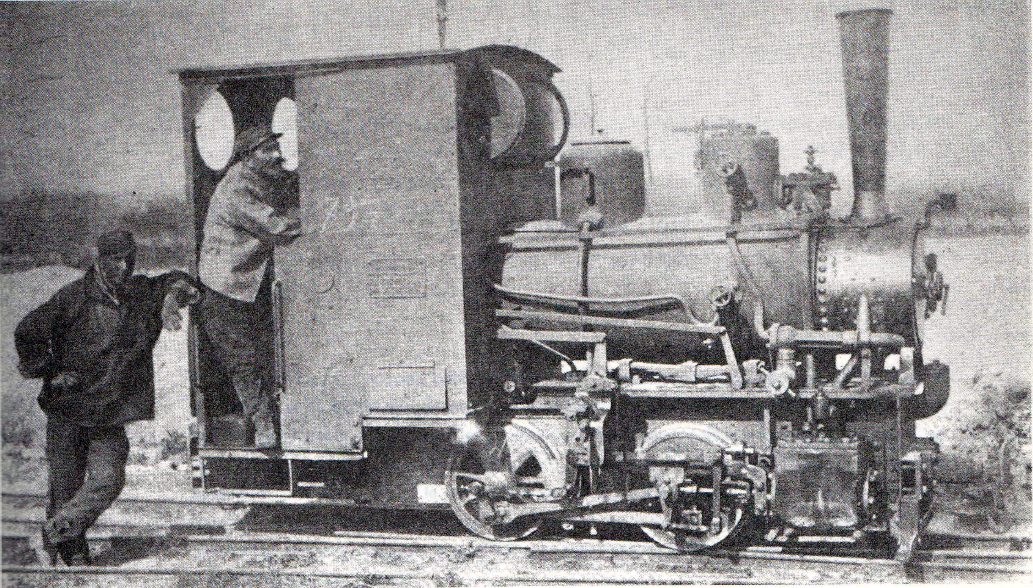
Locomotive Decauville 0-2-0 T Alsace, réquisitionnée en 1915 par l'armée française
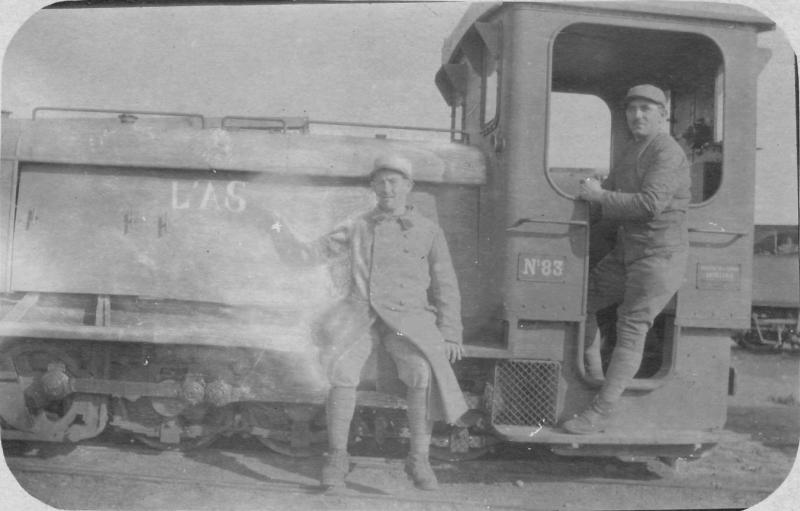
Locotracteur de marque Schneider type LG employé pour la traction des trains sur la voie de 0,60 m (1916-1917).
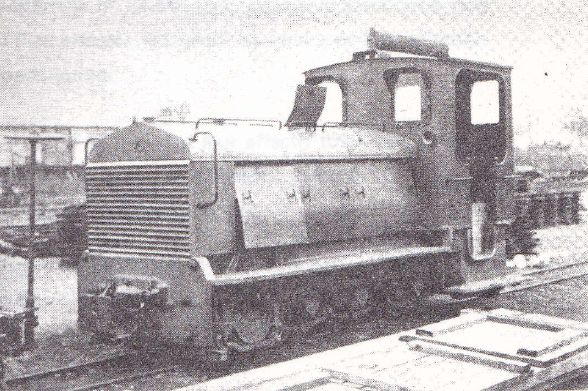
Locotracteur Schneider, châssis Péchot
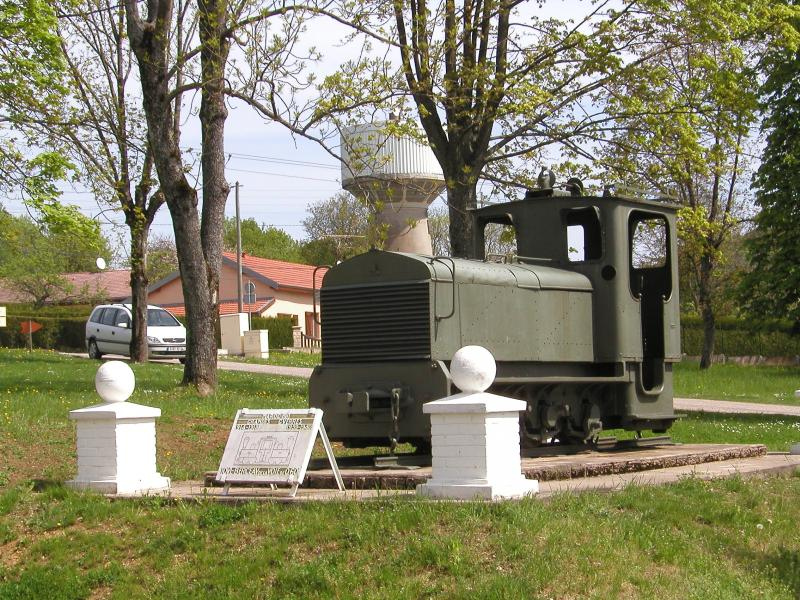
Monument aux morts de la voie de 60, caserne 15e RGA, Toul

## Personnalités ayant servi au sein du régiment
- Louis Gentil (1896-1945), compagnon de la Libération, reforme et commande le 68e RAP en 1939.
- André Bollier (1920-1944), compagnon de la Libération.

## Sources et bibliographie
- Histoire de l'armée française, Pierre Montagnon.
- Historique de l'artillerie française, H. Kauffert.

### Systèmes militaires
- Chemin de fer militaire
- Chemin de fer militaire (France)
- Système Péchot